# Stavru Tarasov
Stavru Tarasov (n. 6 ianuarie 1883, Letea, județul Tulcea - d. 18 ianuarie 1961, Brașov) a fost un pictor, muzician și profesor român.
Stavru Tarasov, unul din cei patru băieți ai preotului Mihail Tarasov, a avut origini cazac zaporojene (hahol).
După școala primară, a urmat patru clase la Școala Normală din Câmpulung (Muscel) și a cincea la Galați. În 1903 a intrat prin concurs la școala de Belle Arte din Iași, unde a fost coleg cu Tonitza, Ștefan Dimitrescu, Bacalu și Bulgăraș, având ca profesori printre alții pe Emanoil Panaiteanu-Bardasare (profesor și director), Sever Mureșanu ș.a. În paralel, a urmat cursurile Conservatorului de Muzică din Iași, la clasa „de violină” a profesorului Atanasie Theodorini.
La finele anului școlar 1904-1905 la Bell Arte, Stavru Tarasov a primit Medalia de Bronz pentru lucrarea „Desen după figură antică”.
Între anii 1906 și 1909 a intrat prin concurs și a urmat cursurile Academiei Regale de Arte Plastice din München (înregistrat la 14.05.1906 cu numărul matricol 3123 la specializarea în „desen”), unde a fost coleg cu Nicolae Tonitza și Marius Bunescu.
Spre sfârșitul anului 1909 s-a stabilit la Paris, unde a rămas până în 1910. A studiat în muzee și ateliere particulare și a participat la expoziția lui Tonitza, organizată în atelierul acestuia din strada Montparnasse. În 1911 s-a mutat la Bruxelles, unde a rămas până în 1914. În acest interval de timp a intrat prin concurs și a urmat studii de pictură în cadrul „Académie des Beaux Arts” din Bruxelles. Se întreținea cântând la vioară într-o orchestră și executa copii de picturi în muzee. În 1912 a participat la o expoziție colectivă la Haga cu tabloul „Morfinomana”. Lucrarea a fost cumpărată de arhitectul orașului – Ian Hendricks. Elogiat de critică și de public, pictorul român a reținut atenția Primăriei, care i-a comandat o copie după lucrarea lui Fra Angelico, „Coborârea de pe Cruce”.
În 1914 s-a întors la Bruxelles și,împreună cu un grup de artiști decoratori belgieni, a plecat în Argentina, la Rosario, unde a executat decorarea teatrului din localitate.
În 1915 a lucrat ca desenator la Paris și la 15 iulie 1915 s-a întors în România. Revenit acasă, a solicitat un post în învățământ. A fost trimis învățător suplinitor în cătunul Sfiștofca din comuna Periprava, jud. Tulcea. În perioada 1916–1917 a fost mobilizat în Regimentul 73 Infanterie, la Tulcea, și folosit ca translator pentru armatele ruse din Delta Dunării.
În perioada 1918–1928 a lucrat ca profesor de desen la Târgu Ocna, unde s-a căsătorit cu profesoara Constanța Ionescu, apropiată reginei Maria în actele de caritate pentru răniții din Primul Război Mondial.A lucrat apoi la Bacău, Tecuci și Bârlad.
În toată această perioadă de timp a lucrat și a participat la expoziții personale sau de grup împreună cu Tonitza (de care l-a legat o strânsă prietenie de familie), Demian, Dumitru Ghiață, Sion, Maniu, Sârbu, Serescu și alții.
În anul 1928 s-a stabilit în Constanța ca profesor definitiv la „Școala Normală”, iar în anul 1930, la „Gimnaziul Comercial de Băieți”.
La începutul anului 1931 lui Tarasov i s-a propus să execute pictura murală a bisericii Sfântul Gheorghe-Nou, a cărei construcție fusese terminată în anul 1925. Cunoscând situația grea prin care trecea prietenul său, Tonitza, Tarasov a refuzat și i-a propus acestuia să preia comanda. Ca urmare, la 19 aprilie 1931 Tonitza, Bacalu și Jean Buiuk câștigă concursul și încep lucrarea, care se va încheia cu destule greutăți în anul 1934.
În anul 1938 Tarasov s-a titularizat la Liceul „Mircea Cel Bătrân”, de unde s-a și pensionat în anul 1941.
În anul 1945, din cauza îmbolnăvirii fiicei sale, Tarasov s-a mutat la Brașov, unde a continuat să picteze până la decesul său, în anul 1961.